# Hohendubrau
Hohendubrau é uma cidade da Alemanha localizada no distrito de Görlitz, região administrativa de Dresden, estado da Saxônia.

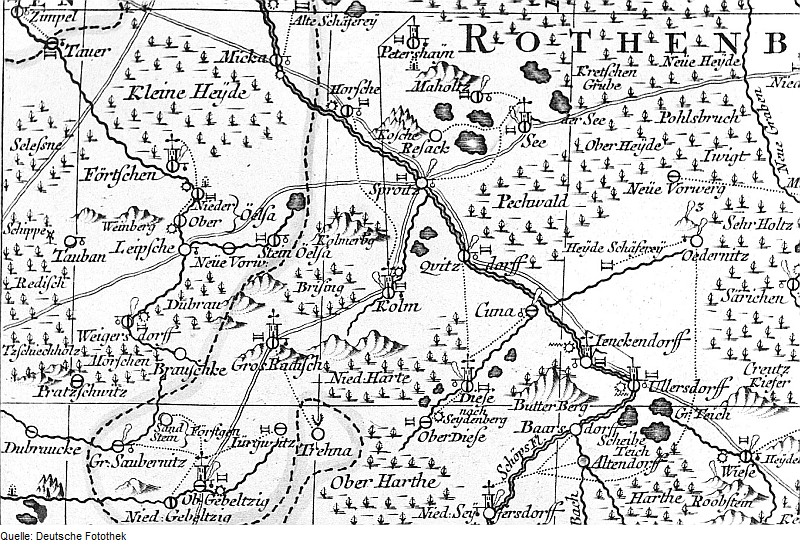
Mapa da cidade de 1759